# Calophyllum angulare
Calophyllum angulare är en tvåhjärtbladig växtart som beskrevs av Albert Charles Smith. Calophyllum angulare ingår i släktet Calophyllum och familjen Calophyllaceae. Inga underarter finns listade i Catalogue of Life.